# فاليري هرمان
فاليري هرمان (بالفرنسية: Valérie Hermann)‏ هي سيدة أعمال فرنسية، ولدت في 27 مارس 1963 في كنكارنو في فرنسا.